# Erbaba
Erbaba ist eine vorgeschichtliche Siedlung in der Gegend von Beyşehir in der Zentraltürkei. Sie wird in die dritte Phase des Zentralanatolischen Neolithikums (CAN III) datiert.

## Lage
Der Fundort Erbaba liegt auf einem felsigen Hügel 10 km nordnordwestlich von Beyşehir am östlichen Ufer des Beyşehir Gölü und ist etwa 5000 m² groß. Die Fundstelle hat einen Durchmesser von nur 80 m. Eine Reihe ähnlicher kleiner Siedlungen liegt in der Umgebung und am benachbarten Suğla-See.

## Grabungen
Die Ausgrabungen fanden 1969 und 1971, 1974 und 1977 durch die Universität Montreal statt, mit finanzieller Unterstützung des Canada Council. Grabungsleiter war Jacques Bordaz, 1971 wurde Louise Alpers Bordaz stellvertretender Grabungsleiter. Dexter Perkins Jr. und Patricia Daly von der Columbia University untersuchten die Tierknochen.
Die neolithischen Schichten waren bis zu 4 m dick. Es konnten drei Bauschichten (I–III) nachgewiesen werden. Es wurden rechteckige Häuser mit Kalksteinfundamenten aufgedeckt, die nach einem regelmäßigen Plan errichtet waren. Die Steine wurden mit einem Lehmmörtel zusammengehalten, teilweise waren die Mauern im Innern durch Pfeiler verstärkt. Die Wände bestanden aus Flechtwerk. Im Innern der Häuser befanden sich Herdstellen und Öfen sowie Bänke an den Wänden. Es wurden keine Türöffnungen nachgewiesen, weshalb die Ausgräber von einem Zugang durch das Dach ausgehen. Möglich wären jedoch auch hohe Schwellen. In den Höfen befanden sich Gruben. Düring schätzt, dass die Siedlung von 190 bis 285 Menschen bewohnt wurde. Steadman nimmt an, dass die recht kleinen Häuser von Einzelfamilien bewohnt wurden, dass jedoch mehrere Haushalte wirtschaftlich kooperierten. Insgesamt ist jedoch der Grabungsschnitt so klein, dass weiterführende Schlussfolgerungen schwierig sind.

## Wirtschaftsweise
Domestiziertes Getreide (Emmer und Einkorn, Weizen) sowie Erbsen und Linsen wurden angebaut, wildes Einkorn und Emmer vielleicht gesammelt. An Haustieren waren Kühe und Ziegen bekannt, ihr domestizierter Status wird jedoch durch Louise Martin angezweifelt. Außerdem wurden Hirsche, Wildschweine und Vögel gejagt sowie Fischfang betrieben.

## Funde
Als lithisches Rohmaterial wurden Feuerstein und Obsidian genutzt. Neben Pfeilspitzen und gekerbten Klingen sind auch Sichelklingen bekannt. Die Keramik aus Schicht III ist einfarbig und grusgemagert, in den oberen beiden Schichten findet sich muschelgemagerte Keramik, die teilweise plastisch verziert ist.

## Datierung
Der Fundort konnte mittels vier Radiokarbonproben in die Mitte des 7. Jahrtausends datiert werden, also ungefähr gleichzeitig mit den späteren Schichten von Çatal Höyük.